# 稲荷神社 (板橋区四葉)
稲荷神社（いなりじんじゃ）は、東京都板橋区四葉にある神社。

## 概要
「創建年代は不明」としている文献が多いが、北豊島郡農会が発行した『北豊島郡誌』によれば、1572年（元亀3年）の創建としている。四葉村の鎮守であった。
境内には、摂末社として「御嶽神社」があり、「木曽御嶽塚」がある。これは、木曽御嶽信仰に基づく塚で、富士信仰における富士塚に相当するものである。地元の木曽御嶽信仰の講「赤塚一山講」を組織した一山行者が19世紀前半の人物であることから、19世紀前半に築造されたと推測される。

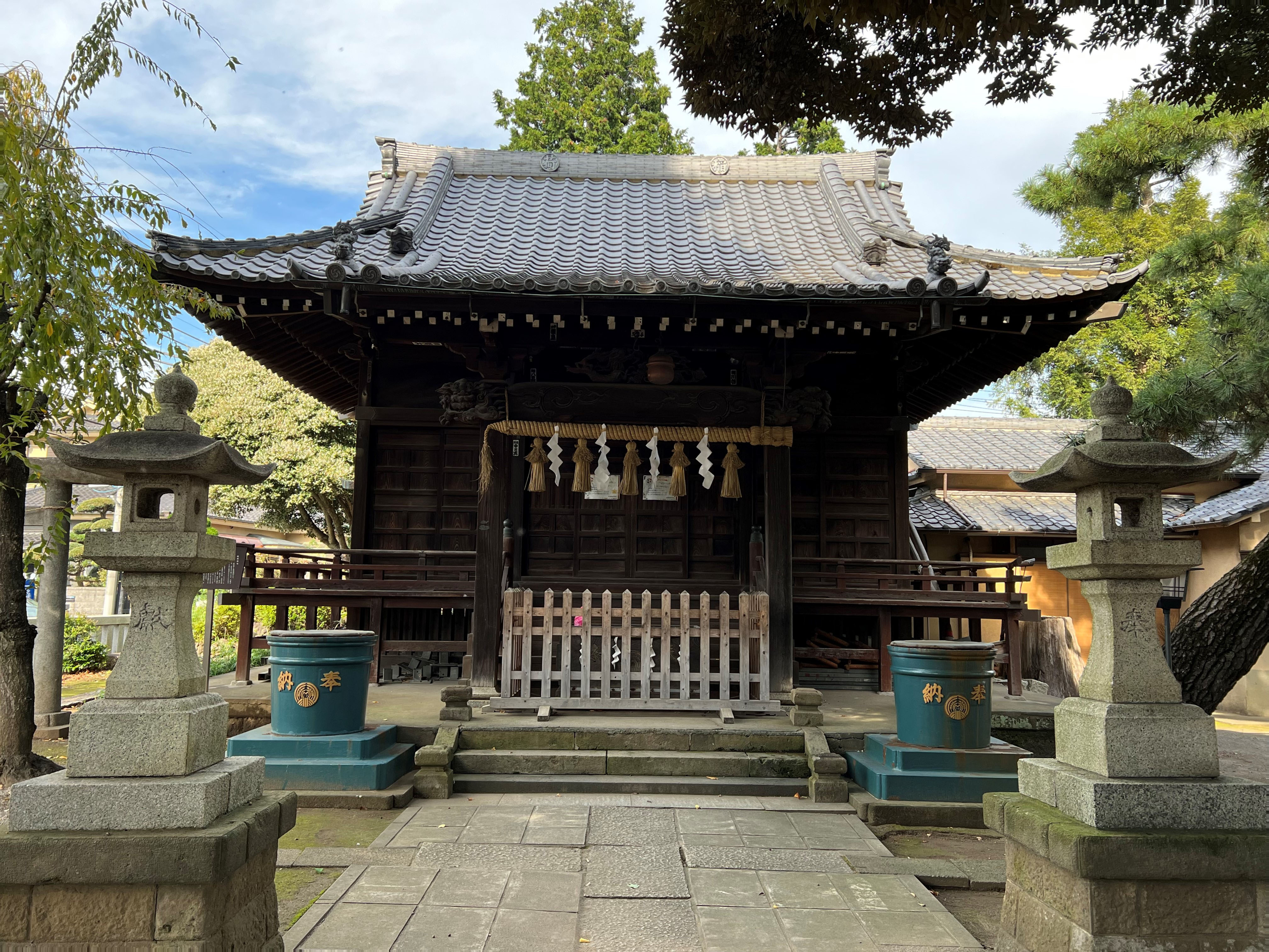
拝殿

## 摂末社
- 御嶽神社
- 菅神社
- 水神宮

## 氏子区域
- 赤塚1丁目の一部
- 四葉1～2丁目
- 高島平3丁目の一部、7丁目の一部
- 新河岸3丁目の一部

## 交通アクセス
- 新高島平駅より徒歩18分。